# 볼스턴-MU역
볼스턴-MU역은 워싱턴 메트로에 있는 미국의 철도역이다.

## 역 주변
- 메리마운트 대학교